# Aïn Oulmene
Aïn Oulmene (em árabe: عين ٔاولمان) é uma cidade e comuna localizada na província de Sétif, Argélia. Sua população estimada em 2008 era de 73 831 habitantes.

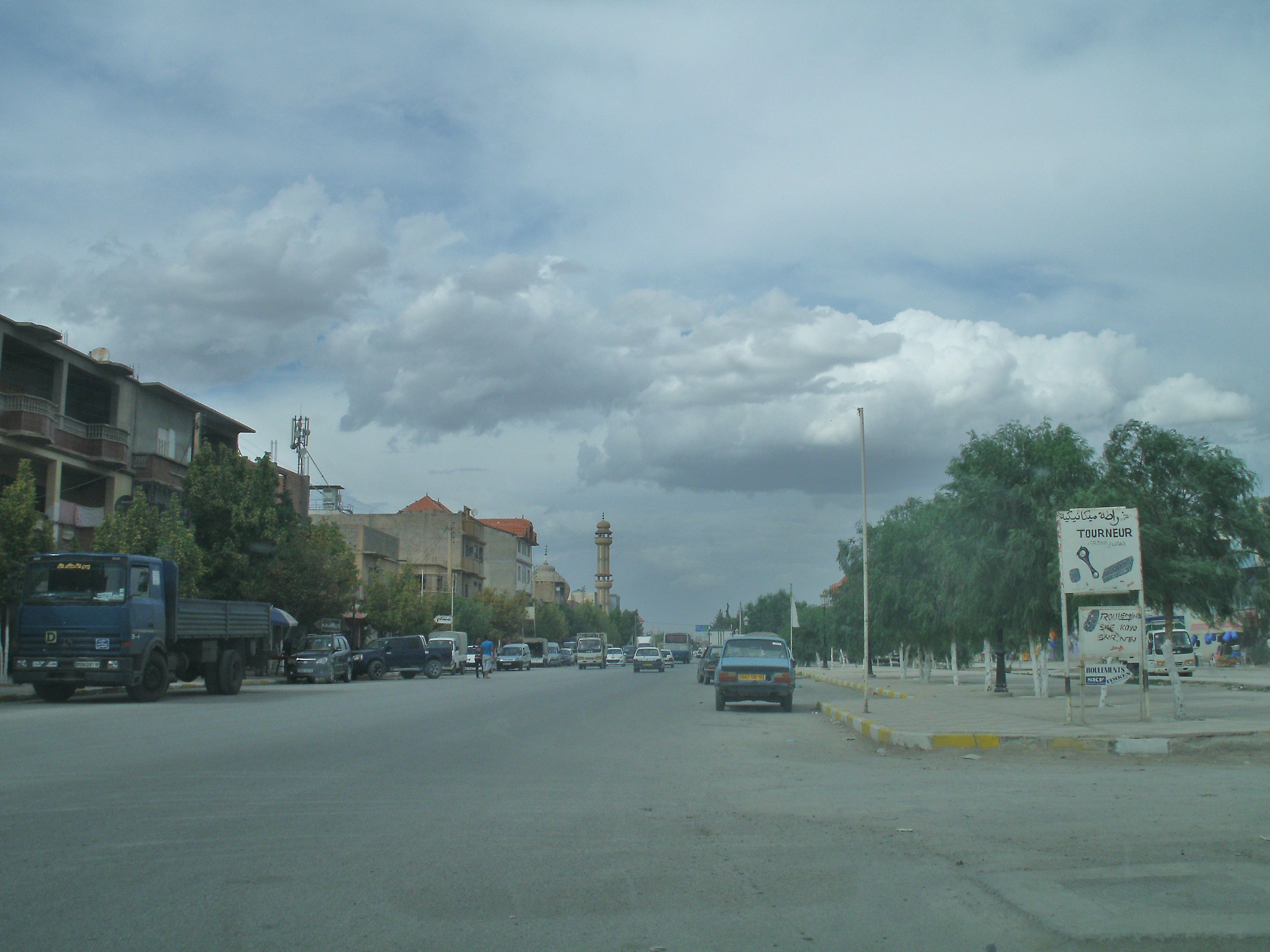
Aïn Oulmene